# Anastasija Kravčenoka
Anastasija Kravčenoka (Daugavpils, 19 de enero de 1997) es una deportista letona que compite en voleibol, en la modalidad de playa.
Ganó dos medallas de oro en el Campeonato Europeo de Vóley Playa, en los años 2019 y 2022. Participó en los Juegos Olímpicos de Tokio 2020, ocupando el cuarto lugar en el torneo femenino.

## Carrera

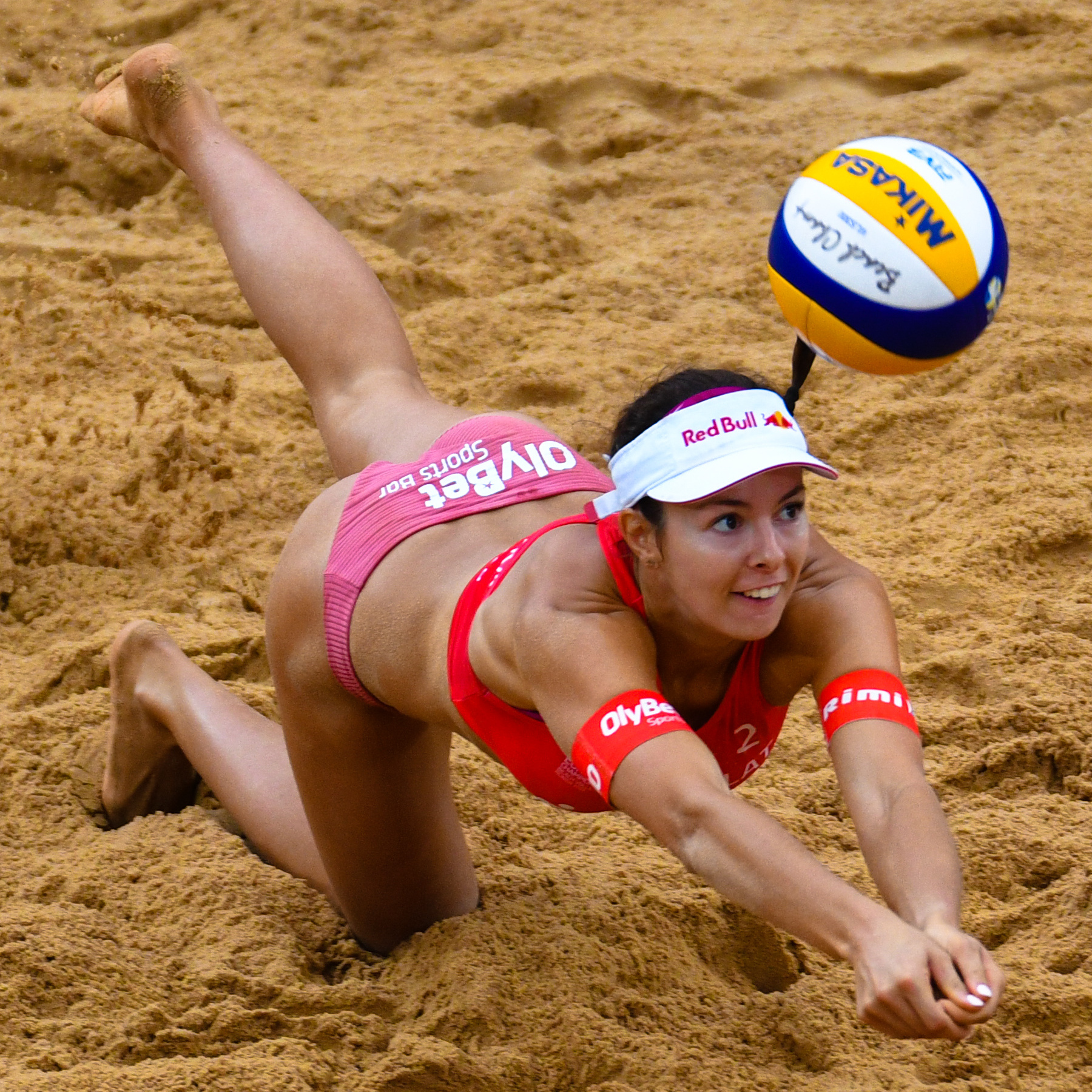
Kravčenoka en acción durante el Campeonato Europeo de Vóley Playa de 2022.

Kravčenoka jugó sus primeros torneos con Tīna Graudiņa en 2013 y quedó novena en el Campeonato Europeo Sub-18 en Maladziechna. La pareja participó en los Juegos Olímpicos de la Juventud de Nankín 2014, donde alcanzaron los octavos de final, logrando el noveno lugar. En 2015 completó un torneo EEVZA en Vilna y el Campeonato Europeo Sub-20 en Lárnaca con Tereze Hrapane, pero no logró más que resultados de dos dígitos. En 2016, Graudina/Kravčenoka jugaron dos torneos satélite y quedaron quintas en el Campeonato Europeo Sub-20 en Antalya. Kravčenoka compitió con Agnese Caica en el torneo EEVZA en Maladziechna. En el Campeonato Europeo Sub-22 en Salónica, Graudina/Kravčenoka ganaron el título con una victoria final contra las polacas Kociołek / Gruszczyńska. Graudina y Kravčenoka también quedaron entre los cinco primeros equipos en el CEV Masters de Jūrmala y en el torneo EEVZA de Batumi.
Comenzaron 2017 con un tercer lugar en Koropovo, Ucrania (EEVZA). En Baden quedaron quintas en el Campeonato Europeo Sub-22 y novenas en el siguiente CEV Masters. También hubo quintos puestos en el torneo satélite de Laholm y en el Mundial Sub-21 de Nankín. En el World Tour 2017, Graudina/Kravčenoka clasificaron para la gira principal en el torneo de dos estrellas de Sídney, avanzando al torneo de cuatro estrellas en Olsztyn, donde fueron eliminadas tempranamente. En los satélites CEV de Vilna y Yantarny, sin embargo, quedaron segundas y quintas. También se clasificaron para el Campeonato Europeo en su ciudad natal, Jūrmala. Allí llegaron a cuartos de final sin perder un set, que perdieron ante los alemanes Laboureur / Sude. Ese mismo año, las dos letonas ganaron el campeonato nacional en su país de origen.
En el verano de 2018 ganó una medalla de plata en el Campeonato Europeo Sub-22 en Jūrmala.
En el Campeonato Europeo de 2019 en Moscú, la pareja Graudiņa/Kravčenok ganó medallas de oro, lo que constituyó el mayor logro en la carrera de la deportista. En la misma temporada y la siguiente ganaron su segundo y tercer título de campeonato nacional. En septiembre de 2019, Graudiņa/Kravčenok consiguieron un billete para Letonia en el torneo de clasificación en Haiyan para los Juegos Olímpicos de Tokio 2020. En los Juegos Olímpicos, la pareja llegó a las semifinales, pero quedó corta de ganar una medalla olímpica, terminando en cuarto lugar. Las dos ganaron la medalla de bronce con la selección letona en la Copa de Naciones de Voleibol de Playa de la CEV, tras perder en la pequeña final ante la anfitriona Austria. Poco después, las atletas bálticas pudieron repetir su éxito en el Campeonato Europeo de 2022, derrotando en tres sets en la final en Múnich  a las entonces campeonas europeas, las suizas Tanja Hüberli y Nina Brunner. En octubre, Kravčenoka, ahora usando su nombre de casada Samoilova, y su compañera de playa Graudina llegaron a la final del torneo Elite16 en París y terminaron séptimas en las finales del World Tour en Doha a principios de 2023. En la primera competición del nuevo año en la capital catarí llegaron a las semifinales y ganaron la medalla de bronce en el torneo Challenge de Jūrmala. Alcanzaron el noveno lugar en el Campeonato Europeo en Viena y en el Campeonato Mundial en Tlaxcala en 2023. Después de resultados mixtos en el World Pro Tour, ganaron el torneo Challenge en Santa Rosa, Filipinas, en diciembre. Terminaron séptimas en las Finales del World Pro Tour 2023 en Doha.
En marzo de 2024, Graudiņa/Samoilova terminaron cuartas en el torneo Elite16 en Doha y ganaron el torneo Challenge en Recife. En el evento equivalente en Stare Jabłonki llegaron a la final. En junio ganaron el partido por el tercer puesto en el torneo Elite16 en Ostrava contra la número uno del mundo Ana Patrícia / Duda y se clasificaron para los Juegos Olímpicos de París 2024. Después de volver a ganar el campeonato de Letonia, consiguieron la medalla de bronce en una competición de este tipo por segunda vez consecutiva en Gstaad Elite16.

## Vida personal
El 2 de septiembre de 2022, se casó con el jugador de voleibol de playa Mihails Samoilovs (hermano de Aleksandrs Samoilovs).

## Palmarés internacional
| Campeonato Europeo | Campeonato Europeo | Campeonato Europeo | Campeonato Europeo |
| Año                | Lugar              | Medalla            | Pareja             |
| ------------------ | ------------------ | ------------------ | ------------------ |
| 2019               | Moscú (Rusia)      | Medalla de oro     | Tīna Graudiņa      |
| 2022               | Múnich (Alemania)  | Medalla de oro     | Tīna Graudiņa      |